# The Island (émission de télévision)
Pour les articles homonymes, voir Island et The Island, seuls au monde.
The Island est une émission de télévision française de type docu-aventure diffusée sur M6 du 19 mai 2015 au 28 janvier 2025. Elle est adaptée du format anglais The Island with Bear Grylls (en) diffusé sur Channel 4 depuis 2014.
Les quatre premières saisons ont été présentées par l'explorateur Mike Horn entre 2015 et 2018.
Le programme fait son retour début 2025 et présenté par Loury Lag.

## Présentation et voix-off

### Présentation
- Mike Horn (saisons 1 à 4)
- Marc Mouret, expert en survie (saisons 1 et 2)
- Loury Lag (saison 5)

### Voix-off
- Clotilde Donna (saison 1)
- Victoria Piscina (saison 2)
- Patrick Kuban (saison 3)
- Pierre Provost (saison 4)

## Concept
« Une seule règle : survivre ». Un groupe d'individus doit tenter de survivre sans aide extérieure sur une île déserte pendant 28 jours (ou plus lors de la saison 3). Il n'y a ni équipe, ni concurrence, ni épreuve, pas non plus de gain à la fin. Les candidats disposent au départ de trois couteaux, trois machettes et trois jerricans de dix litres d'eau potable ainsi que d'une trousse de secours. Avant leur départ, ils ont reçu une formation à la survie ainsi que des conseils de l'aventurier Mike Horn. Pour tout le reste, ils doivent se débrouiller pour trouver à boire et à manger.
Ils disposent aussi de caméras et de micros pour filmer eux-mêmes leur aventure. Aucune équipe de production n'est présente lors du tournage.
En cas d'urgence, une équipe de secours est mobilisable et peut rejoindre l'île en 10 minutes (pour soins, évacuation...).

## Participants
Saison 1 : le groupe de participants sur l'île est composé de treize hommes.
Saison 2 : quinze hommes sur une île, quinze femmes sur une autre.
Saison 3 : vingt-deux participants sont séparés en groupes à différents endroits de l'île. Chaque groupe pense être seul.
Saison Célébrités : onze célébrités participent à l'aventure.
Saison 5 : dix célébrités participent à l'aventure.

## Saisons
Les trois premières saisons et la spéciale « Célébrités » ont été animées par Mike Horn.

### Saison 1:Seuls au monde(2015)
La première saison a été diffusée sur M6 du 19 mai 2015 au 2 juin 2015.
Lors de cette saison, 13 naufragés hommes furent largués sur un archipel du Panama, dans le Pacifique.
Au début de la compétition ils étaient 13, mais à la fin, ils ne furent que 9 (4 candidats ayant abandonné).

### Saison 2:L'île des femmes / L'île des hommes(2016)
La deuxième saison a été diffusée sur M6 du 15 mars 2016 au 10 mai 2016.
Lors de cette saison, 30 naufragés hommes et femmes furent largués sur un archipel du Panama, dans le Pacifique.
Au départ, ils étaient 30, mais à la fin, ils ne furent que 25 (5 candidats ayant abandonné).
La principale nouveauté de cette saison est la participation de femmes.

### Saison 3:Les naufragés(2017)
La troisième saison a été diffusée sur M6 du 10 avril 2017 au 29 mai 2017.
Lors de cette saison, 22 naufragés hommes et femmes sont largués sur un archipel du Panama, dans le Pacifique.
Au départ, ils étaient 22, mais à la fin, ils ne furent que 18 (4 candidats ayant abandonné).
Cette saison accueille de nombreuses nouveautés, tel qu'avoir plusieurs groupes de naufragé sur la même île, des groupes mixtes, ne pas être récupéré par un bateau à la fin de l'aventure mais devoir rallier la civilisation par un trek.

### Saison 4: Célébrités (2018)
Une saison spéciale avec des candidats et des candidates célèbres a été diffusée à partir du 15 mai 2018 au 19 juin 2018 sur M6.
Lors de cette saison, 11 naufragés célébrités sont largués sur un archipel du Panama, dans le Pacifique.
Au départ, ils étaient 11, mais à la fin, ils ne furent que 10 (1 ayant abandonné).

### Saison 5:L'Île du bagne(2025)
Une cinquième saison est diffusée à  du 5 janvier 2025 au 28 janvier 2025, toujours sur M6 mais accompagnée d'un nouvel animateur Loury Lag. Comme la saison précédente, les candidats sont des célébrités, 10 au total.
| Personnalité             | Âge    | Occupation                                   | Période     | Statut          |
| ------------------------ | ------ | -------------------------------------------- | ----------- | --------------- |
| Daniela Capone           | 27 ans | Influenceuse                                 | Jour 1 à 10 | Test réussi     |
| Delphine Wespiser        | 32 ans | Miss France 2012 et animatrice de télévision | Jour 1 à 10 | Test réussi     |
| Julien Cohen             | 57 ans | Brocanteur                                   | Jour 1 à 10 | Test réussi     |
| Lucie Bertaud            | 39 ans | Combattante professionnelle                  | Jour 1 à 10 | Test réussi     |
| Pierre-Ambroise Bosse    | 32 ans | Champion d'athlétisme                        | Jour 1 à 10 | Test réussi     |
| Sidney Govou             | 45 ans | Footballeur international                    | Jour 1 à 10 | Test réussi     |
| Terence Telle            | 32 ans | Mannequin et comédien                        | Jour 1 à 10 | Test réussi     |
| Nathalie Marquay-Pernaut | 57 ans | Miss France 1987 et comédienne               | Jour 1 à 7  | Abandon médical |
| Patrick Puydebat         | 53 ans | Comédien                                     | Jour 1      | Abandon médical |
| Carine Galli             | 39 ans | Journaliste sportive                         | Jour 1      | Abandon médical |

## Audiences

### Globales
(mars 2025).
| 1          | Mardi à 21 h 00 | 19 mai 2015   | 2 695 000 | 12,1 % | [ 5 ]  | 2 juin 2015  | 2 762 000 | 13,1 % | [ 6 ]  | 2 815 000 | 12,9 % |        |
| 2          | Mardi à 21 h 00 | 15 mars 2016  | 2 246 000 | 9 %    | [ 7 ]  | 10 mai 2016  | 2 716 000 | 11,2 % | [ 8 ]  | 2 237 000 | 10,6 % | [ 9 ]  |
| 3          | Lundi à 21 h 00 | 10 avril 2017 | 2 438 000 | 10 %   | [ 10 ] | 29 mai 2017  | 2 369 000 | 10 %   | [ 11 ] | 2 250 000 | 10,6 % | [ 12 ] |
| Célébrités | Mardi à 21 h 00 | 15 mai 2018   | 2 624 000 | 10,9 % | [ 13 ] | 19 juin 2018 | 1 649 000 | 7,5 %  | [ 14 ] | 2 030 000 | 9,9 %  | [ 15 ] |

Légende :
- plus hauts scores d'audiences
- plus bas scores d'audiences

### Par saison
| Légende : Saison 1 / Saison 2 / Saison 3 |

## Polémiques
L'émission fut sujette à polémique sur les réseaux sociaux en raison du choix de la production de montrer des séquences de mise à mort d'animaux sauvages.

## Identité visuelle
Ci-dessous les logos des différentes saisons de l'émission :

Logo des saisons 1 et 2
Logo de la saison spéciale célébrités